# غونزالو مينينديث
غونزالو مينينديث (بالإسبانية: Gonzalo Menéndez) (16 ديسمبر 1992 في الأرجنتين - ) هو لاعب كرة قدم أرجنتيني في مركز الوسط. لعب مع نادي كوكيمبو أونيدو.

## وصلات خارجية
- غونزالو مينينديث على موقع قاعدة بيانات كرة القدم.إي يو (الإنجليزية)
- غونزالو مينينديث على موقع Soccerway.com (الإنجليزية)
- غونزالو مينينديث على موقع AS.com (الإسبانية)